# Армяне в Москве
Армяне в Москве (арм. Մոսկվայի հայ համայնք) являются одной из крупных национальных общин. История московских армян насчитывает более восьми столетий.

## История
Армяне задолго до рождества Христова создали великую державу, но в результате многочисленных войн и прочих потрясений часто покидали родину, образуя многочисленную диаспору по всему свету. Первыми армянскими поселенцами в Москве оказались армянские купцы. Во всяком случае в московских летописях конца XIV века упоминается торговый «армянский ряд».
Первое свидетельство о проживании армян в Москве относится к XIV веку:
Загорелся посад за городом от Авраама, некоего армянина...
Летопись 1390 года
Выражение «посад за городом» указывает, скорее всего, на территорию Китай-города, а не на позднейший «Белый город», где имеется известный Армянский переулок, получивший такое название, впрочем, только с XIX века.
В торговых делах армянские купцы проявляли большую деятельность. При их посредстве поддерживалась транзитная торговля по Волге, в которую были втянуты Золотая Орда, Закавказье и Персия. Главным торговым путём для армян, естественно, была Волга. В 1368 году новгородские ушкуйники перебили в Нижнем Новгороде бесермен и армен и товар их безчислено весь пограбиша Торговые дороги армянских купцов вели к Москве как центральному торговому месту в северо-восточной Руси
Рядовые русские люди не чувствовали больших различий между православием и армянской церковной традицией, охотно общались и пировали с армянами, допускали их в свои церкви, дружили и вступали с ними в браки. Яркий тому пример во время избрания в чин и поставления в епископы включать обязательство ни оставити в всем своем пределе ни единого же от нашей православныя веры ко арменом свадьбы творити, и кумовьства и братьства.
В XVII веке к царю Алексею Михайловичу приехал армянский купец из Исфагана Захарий Саргадов, который от торговой Армянской компании поднес царю в дар роскошный трон работы Богдана Салтанова, украшенный драгоценными камнями. Позже в Москву переехал и сам Салтанов: сохранились росписи армянского художника в храмах древнего Кремля. В Москве у Салтанова были ученики среди русских иконописцев.
О деятельности армян в Москве имеется большое количество источников, согласно которым, основная масса которых купцы, ремесленники, оружейники, ювелиры, строители, врачи, военные, дьяки, переводчики-толмачи, и даже придворные живописцы. Часть армян оставалась в Москве навсегда, другая уезжала обратно, или переселялась в другие города и страны региона. В результате, оставшиеся армяне образовали к началу XVIII века немногочисленную армянскую общину.
В селе Воскресенском (ныне Большая Грузинская улица) раньше жили армяне, и в 1716—1719 годах здесь была построена первая армянская церковь. Небольшое здание её в классическом стиле было снесено в советское время.
Армянская диаспора сильно увеличилась во время переезда грузинского царя Вахтанга VI в 1720-х годах в Москву. Как и любой царь, он имел при себе свиту, и Вахтанг не оказался исключением. Но его свита состояла не только из грузин, но и из большого количества армян, которые также переехали с ним в Москву. Таким образом, к середине XVIII века в Москве образовалась влиятельная армянская диаспора, состоявшая в основном из выходцев из нахичеванского города Джуга (современная Джульфа). Основными крупными и влиятельными армянскими родами Москвы были:
- Айвазовы (Айвазяны)
- Шериманы (Шахриманяны);
- Лазаревы (Егиазаряны);
- Деляновы (Делакьяны);
- Сумбатовы (Смбатяны);
- Арапетовы (Айрапетяны);
- Мирзахановы (Мирхазаняны);
- Хастатовы (Астатяны);
- Калустовы (Галустяны) и др.

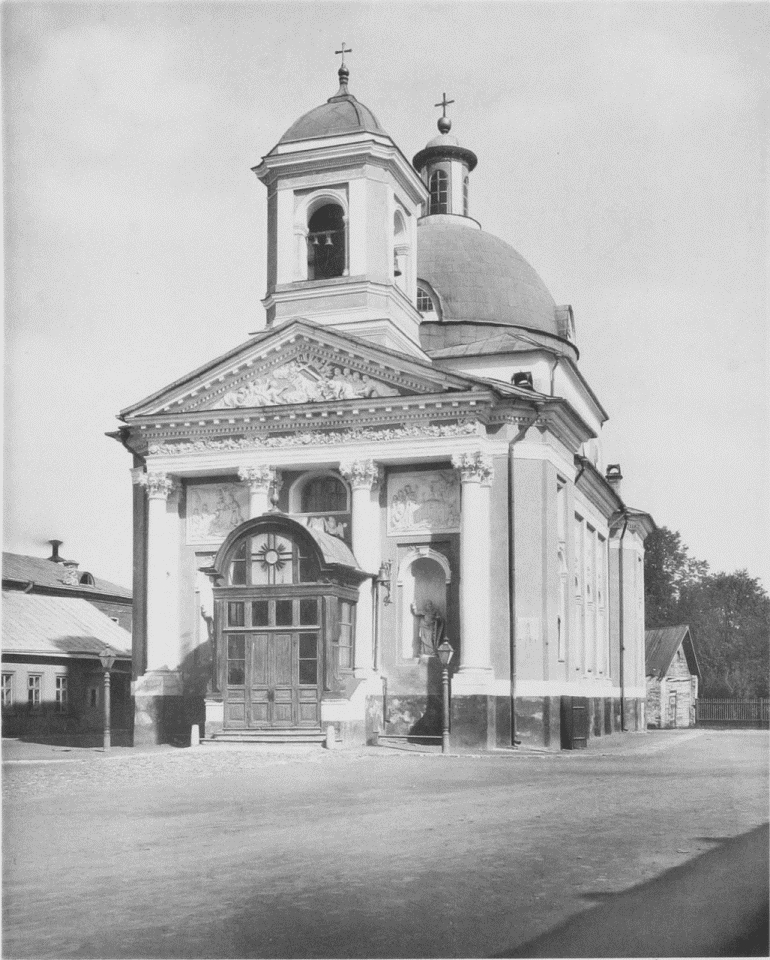
Крестовоздвиженская церковь основанная в 1779 году Ованесом Лазаревым

Эти рода стали наиболее влиятельной частью московской армянской диаспоры и сыграли большую роль в становлении дружественных русско-армянских отношений. Согласно данным переписи населения 1871 года, армянская община Москвы насчитывала более 600 человек. Однако, несмотря на свою немногочисленность, тогдашняя московская диаспора имели три армянские церкви: Крестовоздвженская (с арм. — «Сурб Хач»), Святого Воскресения (с арм. — «Сурб Арутюн») и Успения Пресвятой Богородицы (с арм. — «Сурб Мариам Аствацацин»), Армянское господ Лазаревых училище (сегодня Лазаревский институт восточных языков) и Касперовский приют для бедных армян.
Строения Армянского переулка сохранились во время страшного пожара 1812 года во многом благодаря слаженным действиям формирующейся армянской диаспоры, так, в книге о Фёдоре Тютчеве, а судьба поэта была неразрывно связана с Армянским переулком и его обитателями, литературный критик Вадим Кожинов, ссылаясь на «Материалы для истории Лазаревского института», пишет о том, что «некоторые пребывающие в Москве армяне» имели возможность предстать перед оккупантами в качестве иноземцев, оберегающих своё особенное достояние", цитируя «усердие и бдительность некоторых пребывающих в Москве тогда армян и ещё соседей (по-видимому, и тютчевских людей, остававшихся в доме. — В. К.) отвратили бедствия пожара, и тем единственно спасена была эта часть древней столицы».
В конце XIX — начале XX века было создано несколько армянских общин, землячеств, благотворительных обществ и культурно-просветительских.
В разные периоды времени в XIX веке в Москве выходило более 10 армянских периодических изданий различной тематики.

### XX—XXI век

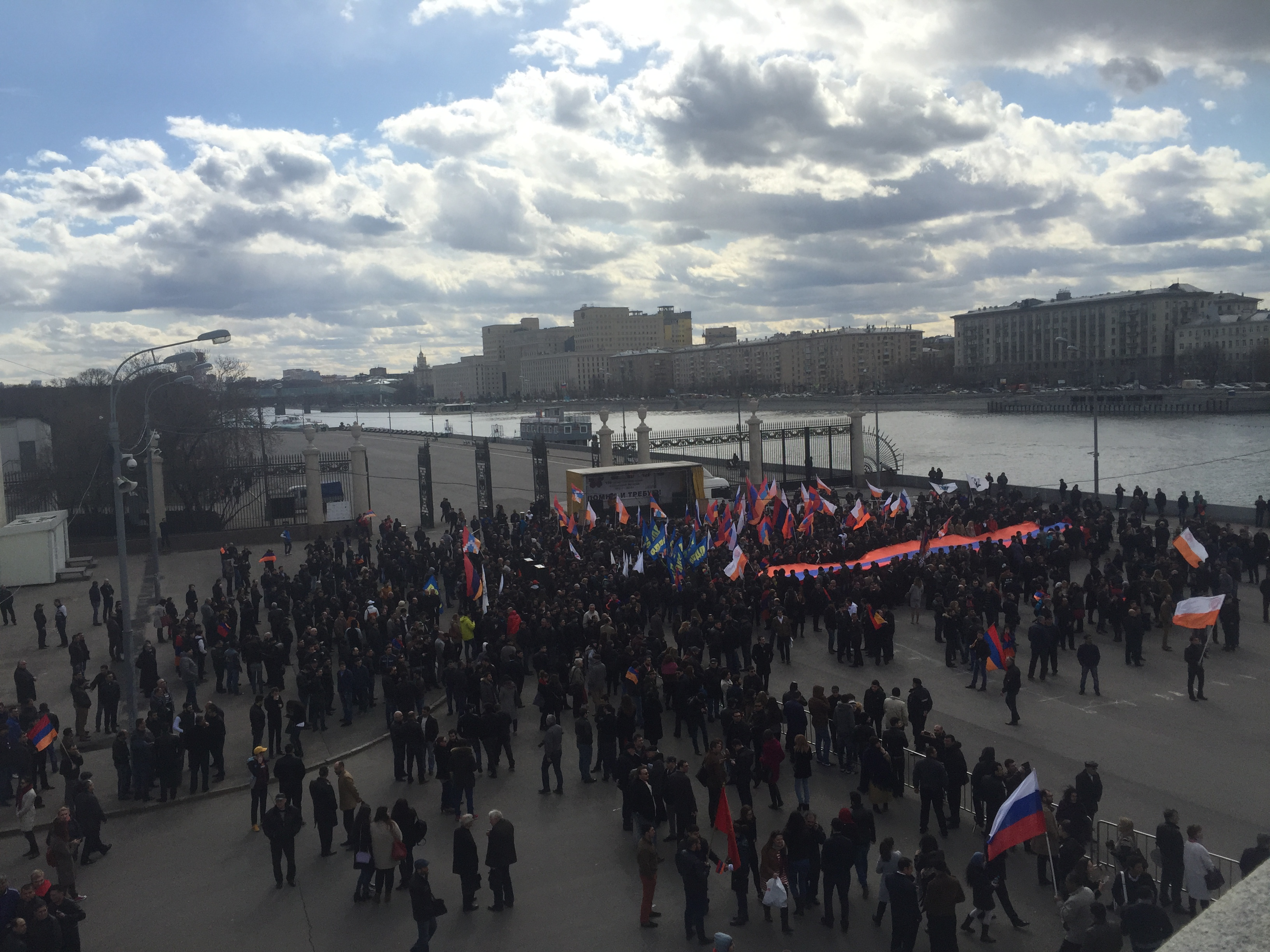
Акция протеста 24 апреля 2015 года, организованная общероссийской общественной организацией «Союз армян России» и общественной организацией «Русско-Армянское содружество» к 100-летию Геноцида армян

С конца XIX века была сильная волна армянской эмиграции в Москву, пик которого пришёлся на 1920—1930-е года и продолжался весь период советской власти.
В конце 1980-х пришёл новый поток переселенцев из бывших советских республик, а с конца 1990-х появились многочисленные экономические мигранты. Согласно данным переписи 1989 года, численность московских армян составляла 44 тысяч человек. Согласно официальным данным на 2010 год численность армян составляет 106 тыс. человек, уступая только русским, украинцам и татарам.

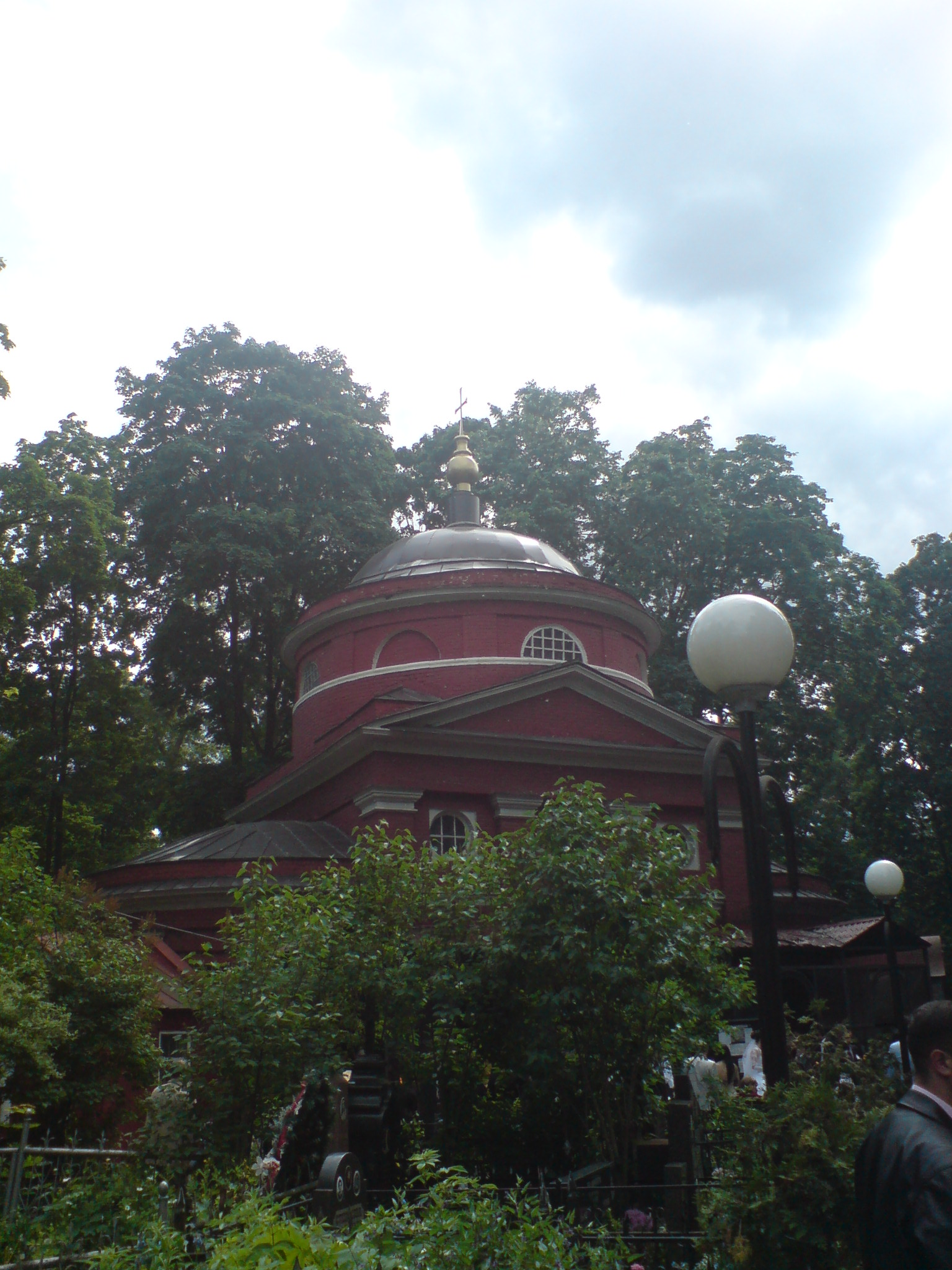
Церковь Святого Воскресения, 1815 год

Имеются исторические хроники повествующие о армянской московской диаспоре — это работы таких учёных как А. Амирханян, Ж. Ананян, А. Аршаруни, А. Базиянц, В Восканян, Г. Тер-Габриэлян, Л. Хачикян и др. Огромное количество документов на данную тематику дошло до наших дней, например, «Собрание актов, относящихся к обозрению истории армянского народа», «Сношения Петра Великого с армянским народом», «Армяно-русские отношения» и др.
А вот работ, касающихся истории самих семей, в частности дворянских, существует существенно меньше. До российской революции в различных генеалогических сборниках были опубликованы родословные некоторых армянских московских семей. Из таких книг стоит выделить книгу Мсура Мсерьянца «История рода и деятельности благородной фамилии Лазарян». В советское время подробно изучалась история семьи Лазаревых (Егиазарянов) и родственных им семейств, которые сыграли большую роль в становлении русско-армянских отношений. В частности, по этим углублённо занимался Ашот Базинянц. Родословными своих семей интересовались также потомки московских армян, однако материалы их исследований, в большинстве случаев, не публиковались.

## Культура
Несмотря на то, что московские армяне находятся вдалеке от своей исторической родины, они не теряют культурных связей с ней. В Москве с успехом ведет свою деятельность единственный в мире Художественный Театр имени С. Параджанова. Руководителем театра является Владимир Рубенович Габбе.
В 2018 году при Посольстве Республики Армения в Российской Федерации усилиями Чрезвычайного и Полномочного посла Армении в России В. С. Тоганяна возрожден Культурный центр Армении. Его руководителем назначен активный деятель культуры Владимир Рубенович Габбе.

## Образование

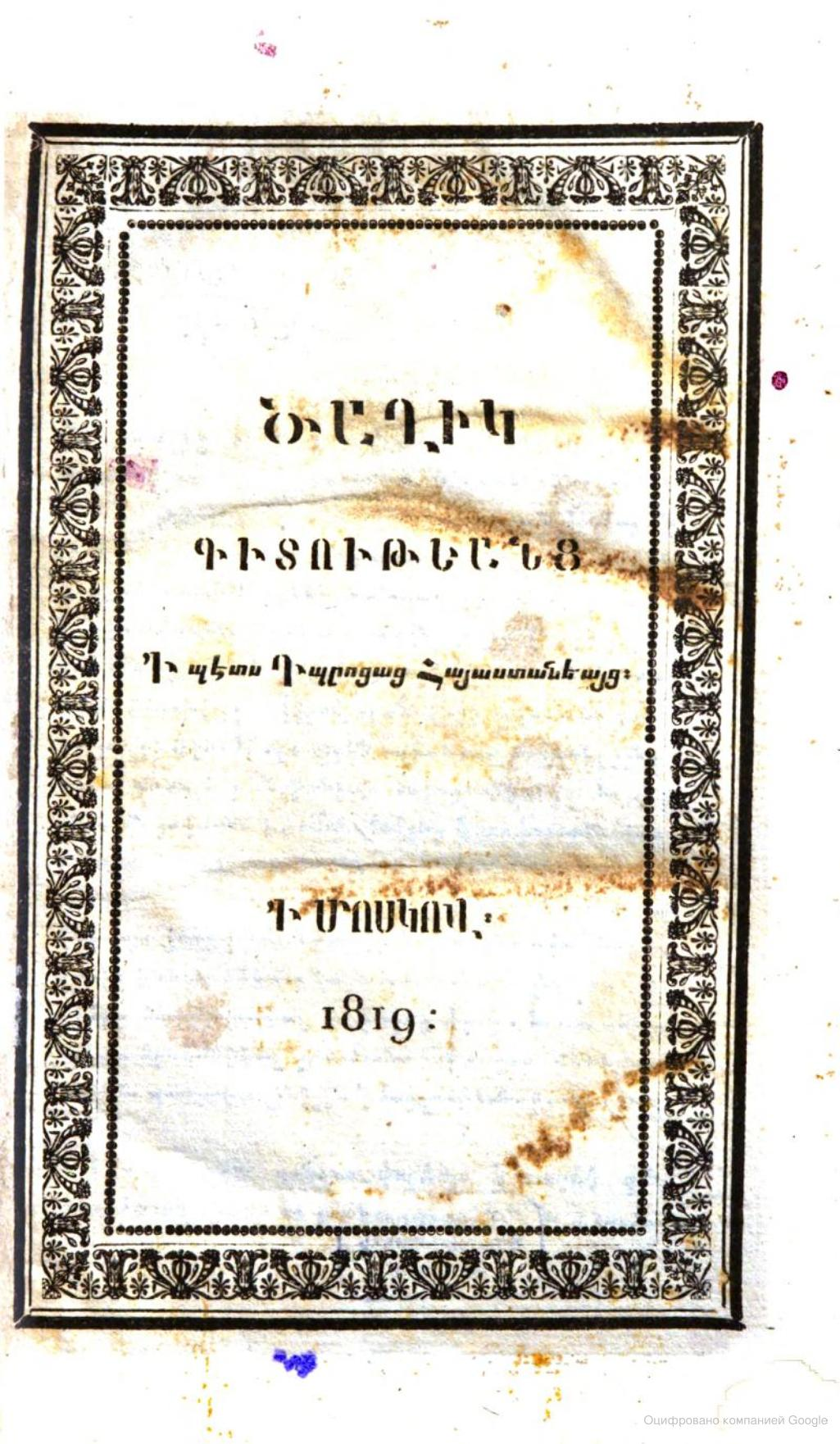
Первая армянская книга изданная в Москве, 1819 год

В Москве действует несколько армянских школ.

### Школа «Верацнунд»
Московская армянская воскресная школа «Верацнунд» при Посольстве Республики Армения в России является старейшей армянской школой как в Москве, так и в России в целом. Директор школы — кандидат педагогических наук Шогик Айказовна Пайлеванян. Школа «Верацнунд» (в пер. с арм. — «Возрождение») основана в 1988 году с благословения Верховного Патриарха и Католикоса всех армян Вазгена I по инициативе московской армянской диаспоры и при содействии Министерства просвещения Армянской ССР с целью безвозмездного обучения детей из армянских и смешанных семей родному языку, истории, культуре и традициям армянского народа, равно как и песням и народным танцам. В школе на бесплатной основе учатся представители разных национальностей и возрастных групп вне зависимости от степени подготовки. При этом воспитанники «Верацнунд» занимаются по специальным учебникам в соответствующих классах, учитывающих индивидуальный уровень владения армянским языком, возраст, языковую среду, в которой они живут, и ряд других факторов. Всё это помогает более эффективно наладить образовательный процесс и в ускоренном режиме научить их свободно говорить по-армянски, приобщить к армянской культуре, а также сохранить и развить в них армянское начало.

### Школа № 2042
Государственная средняя общеобразовательная школа № 2042 с углублённым изучением восточных языков (армянский, арабский, персидский) создана на базе средней общеобразовательной армянской школы № 1110. Она находится в Юго-Западном округе Москвы, директором является Седа Галоян. Обучение в школе проводится на базе государственной программы в соответствии с московским региональным базисным учебным планом национальной школы. В дополнение к базовому курсу изучаются армянский язык, культура, литература и история Армении. При школе также действуют различные кружки и секции.

### Школа № 1650
Средняя общеобразовательная армянская школа № 1650 была образована в 1990-х годах. Директором школы является Офелия Аракелян. В школе изучаются такие предметы, как культурология, этнология, россиеведение, этика и этикет народов мира. В школе функционирует компьютерный класс. Учащие, приехавшие из ближнего или дальнего зарубежья, которые не владеют русским языком, могут изучать его в рамках программ «Русский как иностранный» или «Русский как неродной».

## Армянская топонимика города

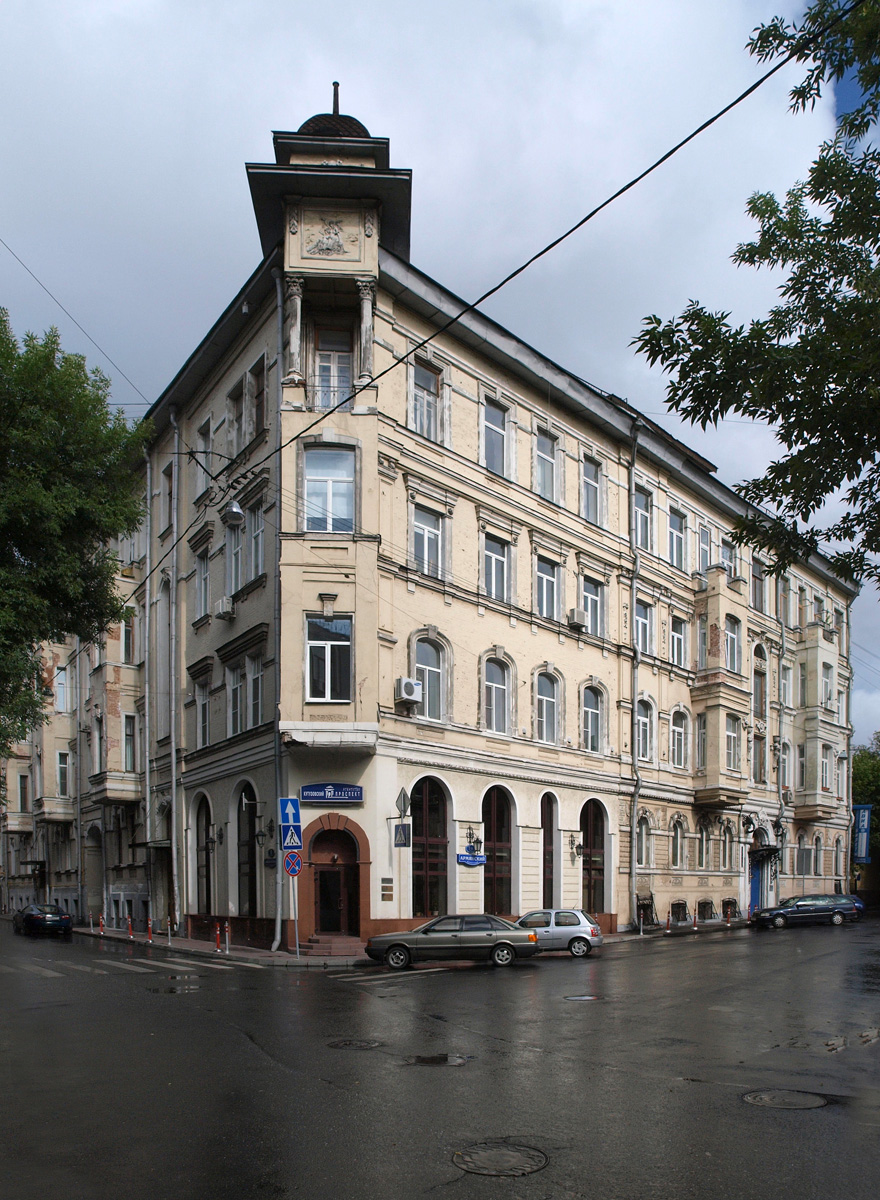
Армянский переулок

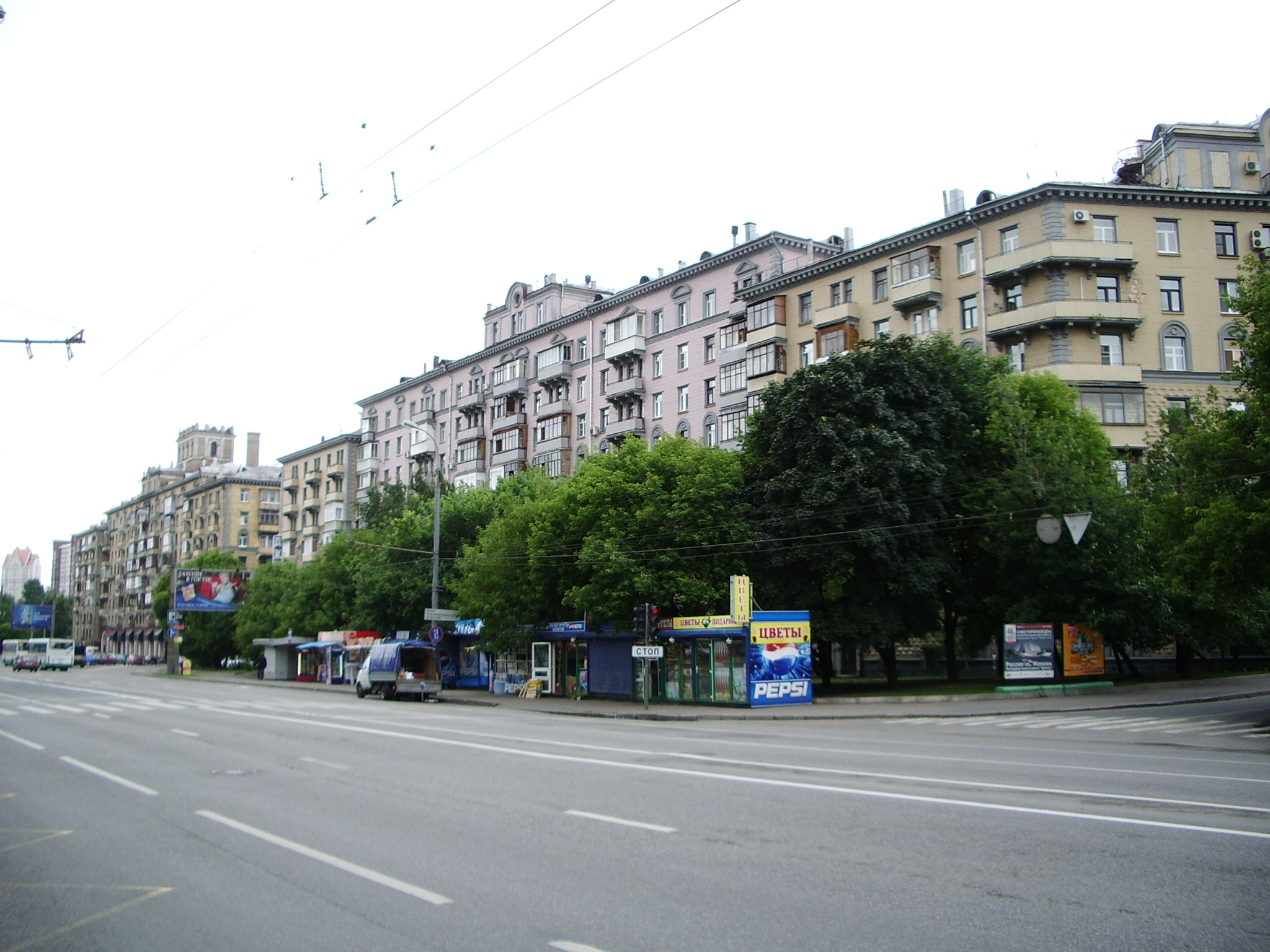
Улица Алабяна

Как было сказано выше, армяне появились в Москве в XIV веке и по указу Ивана Грозного селились в районах Белого города, Никольско-Столпового переулка. И в XVIII веке этот переулок, где уже была построена армянская церковь, был переименован в Армянский переулок. Это было первое армянское название переулка в Москве.
Также в Москве есть Армавирская улица, названная в честь города Армавира в Краснодарском крае, который в свою очередь название получил от одной из великих армянских столиц — города Армавира (IV—III века до н. э.).
В Москве есть также улицы, названные в честь известных армян. В 1922 году Малая Серпуховская улица была переименована в честь Люсик Люсинян (Люсиновой), которая была студенткой Московского Коммерческого училища, одним из организаторов революционной молодежи, погибшей 1 ноября 1917 года в бою на Остоженке. Улица была названа Люсиновской улицей. К Люсиновской улице примыкают 1-й и 3-й Люсиновские переулки. В 1930-х годах улица, близ станции «Преображенская площадь», была названа в честь армянского революционера, работавшего в органах ВЧК Армении Георгия Атарбекова — улица Атарбекова. Неподалёку от Мневников есть площадь Маршала Бабаджаняна, названная в честь Главного маршала бронетанковых войск Бабаджаняна. В последнее время в районе Отрадного появилась улица Хачатуряна, великого армянского композитора, который большую часть жизни прожил в Москве. В Ясенево также есть улица Айвазовского, которая носит имя армянского деятеля культуры, художника-мариниста Ивана Айвазовского (Ованес Айвазян), который создал художественную историю российского флота.
На юго-западе Москвы находится улица Коштоянца, названная в честь известного ученого, видного физиолога, много лет возглавлявшего Институт Естествознания АН СССР Хачатура Коштоянца. В названии одной из бывших Песчаных улиц — улицы Алабяна — была увековечена память армянского архитектора Каро Алабяна, который является автором оригинального проекта здания Центрального театра Армии в форме звезды, павильона СССР на всемирной выставке в Нью-Йорке, павильона Армении на ВДНХ, возглавил коллектив, разрабатывавший проект восстановления Сталинграда. В 1956 году армянское название получили сразу две улицы Москвы: Ереванская и Севанская. Через 13 лет, в 1969 году площадь Туманяна между Дмитровским шоссе и Селигерской улицей была названа в честь армянского поэта Ованеса Туманяна. На Севере Москвы есть район Лианозово, названый по фамилии армянских купцов и предпринимателей Лианозовых, владевших здешними земельными участками до революции.
Список армянских топонимов в Москве:
1. улица Айвазовского
2. Улица Алабяна
3. Армянский переулок
4. Армавирская улица
5. Улица Атарбекова
6. Ереванская улица
7. Улица Коштоянца
8. Район Лианозово
9. Люсиновская улица
10. Первый Люсиновский переулок
11. Третий Люсиновский переулок
12. Площадь Маршала Бабаджаняна
13. Севанская улица
14. Площадь Туманяна
15. Улица Хачатуряна
16. Улица Авиаконструктора Микояна

## Фотогалерея

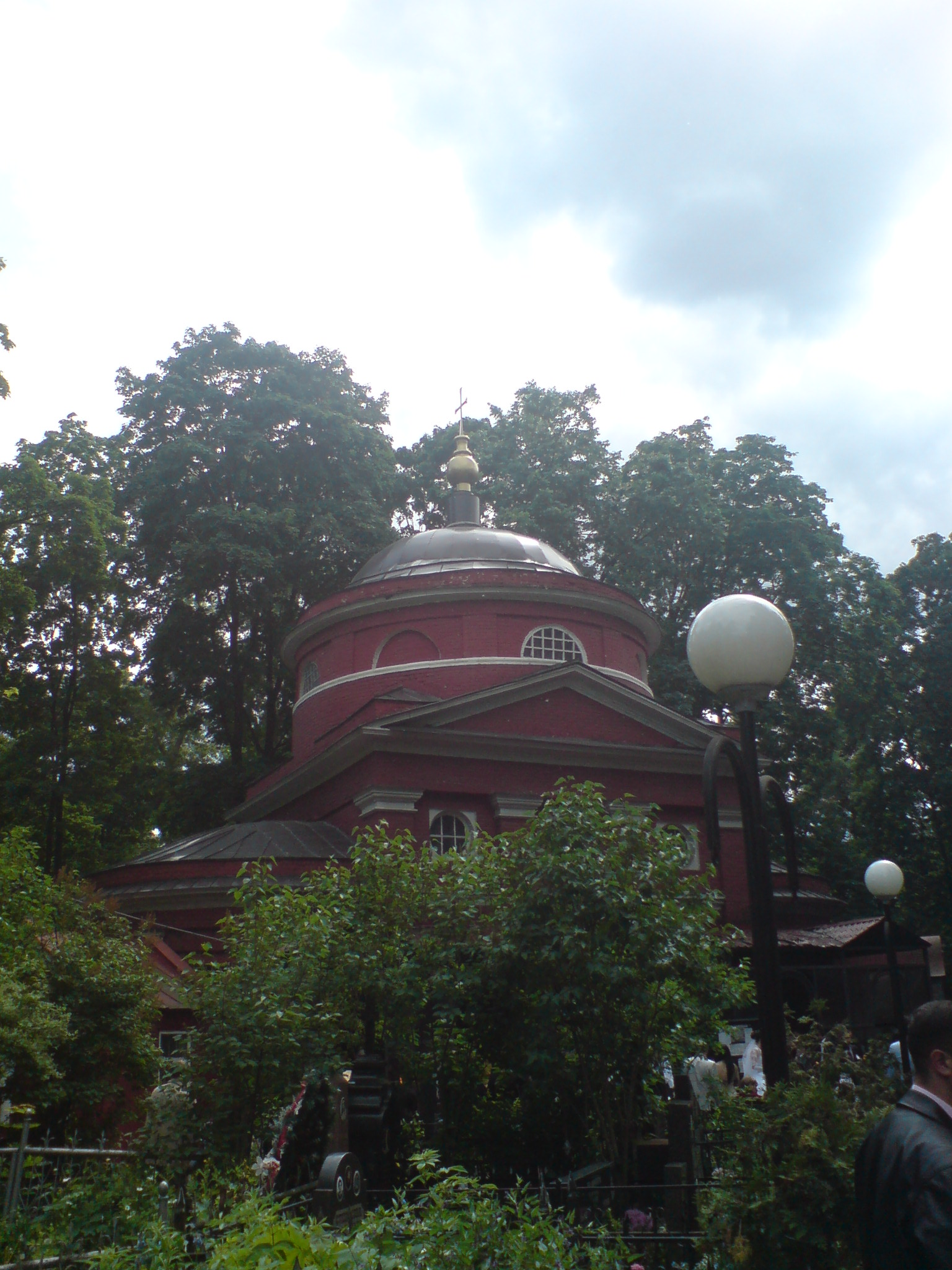
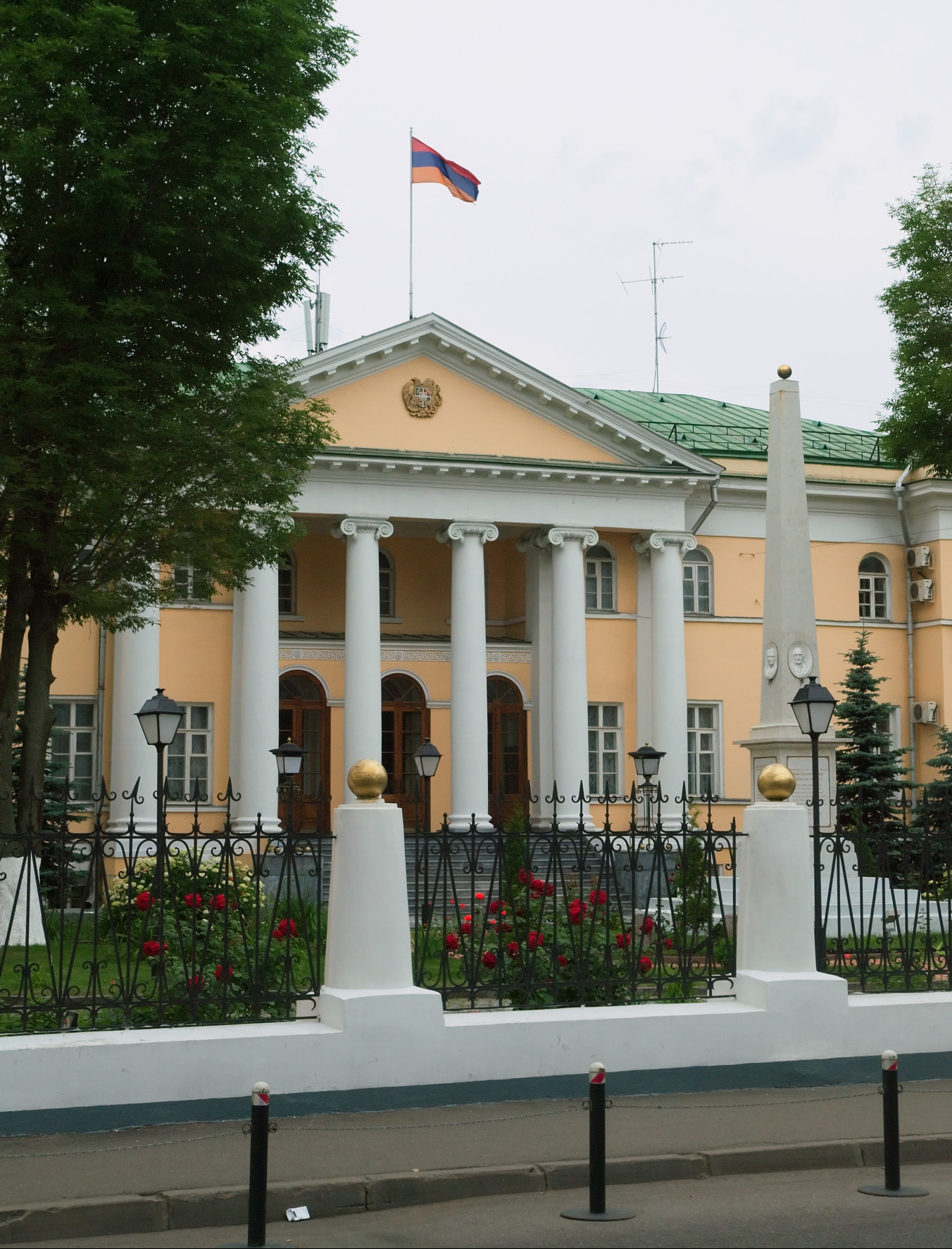